# Biosfeerreservaat Katoenski
Biosfeerreservaat Katoenski (Russisch: Государственный природный биосферный заповедник Катунский) is een strikt natuurreservaat gelegen in het Altajgebergte in de gelijknamige Russische deelrepubliek Altaj. De zuidgrens van het reservaat wordt gevormd door de landgrens met Kazachstan. De officiële oprichting als zapovednik vond per decreet van de Raad van Ministers van de Russische SFSR (№ 409/1991) plaats op 25 juli 1991, met een oppervlakte van 1.516,64 km². Daarnaast is het gebied sinds 1998 onderdeel van de UNESCO-werelderfgoedinschrijving «Gouden bergen van Altaj». Ook verkreeg Katoenski in het jaar 2000 de status van biosfeerreservaat (MAB), na een besluit van het Internationaal Coördinerend Comité van UNESCO. De huidige oppervlakte van het reservaat bedraagt 1.591,07 km².

## Kenmerken
Biosfeerreservaat Katoenski bestaat uit gebergte- en hooglandecosystemen. Belangrijke biotopen die hier te vinden zijn, zijn rotshellingen en gletsjers in hooggebergte, bergtoendra met alpiene vegetatie, gemengde bossen en bergtaiga met Siberische spar (Picea obovata), Siberische lariks (Larix sibirica) en ruwe berk (Betula pendula).

## Fauna

### Zoogdieren
In Biosfeerreservaat Katoenski zijn 59 soorten zoogdieren vastgesteld. De meest bijzondere soort in het reservaat is de sneeuwpanter (Panthera uncia), dat voorkomt in de alpiene en subalpiene zones in de bergen. Sneeuwpanters worden zeer zelden gezien en hebben een voorkeur voor met gras en struikgewassen begroeide rotsachtige terreinen. Een ander zeldzaam dier in het gebied is de otter (Lutra lutra), die voorkomt in de bergrivieren. Zowel de sneeuwpanter als de otter zijn kwetsbaar, omdat ze gewild zijn voor hun huid en pels. De sneeuwpanter staat op zowel de internationale als nationale rode lijst van bedreigde diersoorten en de otter staat op de regionale rode lijst als bedreigde soort te boek. Een ander dier dat op de rode lijst van de republiek Altaj staat is het Siberisch muskushert (Moschus moschiferus). Ook het dit dier is zeldzaam, omdat ze buiten het reservaat bejaagd worden. Enkele veelvoorkomende roofdieren in Biosfeerreservaat Katoenski zijn de wolf (Canis lupus), vos (Vulpes vulpes), veelvraat (Gulo gulo) en bruine beer (Ursus arctos). Ook de Siberische steenbok (Capra sibirica) komt in het reservaat voor. Ze worden echter nauwelijks waargenomen, vanwege de ontoegankelijkheid van hun leefgebied. Siberische steenbokken zijn de belangrijkste prooidieren voor de sneeuwpanter. Soorten die wel algemeen zijn, zijn de Siberische wapiti (Cervus canadensis sibiricus), Siberisch ree (Capreolus pygargus), altaimarmot (Marmota baibacina) en sabelmarter (Martes zibellina). Minder algemene pelsdieren in het gebied zijn de hermelijn (Mustela erminea), alpenwezel (Mustela altaica), wezel (Mustela nivalis) en steppebunzing (Mustela eversmanni). Een andere interessante soort die in de hooggebergten leeft is de altaifluithaas (Ochotona alpina).

### Vogels
De vogelwereld is ook zeer divers, met zowel soorten die karakteristiek zijn voor Centraal-Azië als soorten die vooral in de boreale zone leven. Vogelsoorten die in de gemengde bossen broeden zijn bijvoorbeeld de grauwe fitis (Phylloscopus trochiloides), bladkoning (Phylloscopus inornatus), zwarte specht (Dryocopus martius), hazelhoen (Tetrastes bonasia) en roodkeellijster (Turdus ruficollis). In subalpiene weiden en alpenweiden leven onder andere ook alpensneeuwhoenders (Lagopus muta), moerassneeuwhoenders (Lagopus lagopus), Himalaya-heggenmussen (Prunella himalayana), alpenkauwen (Pyrrhocorax graculus) en bruine boszangers (Phylloscopus fuscatus). Daarnaast zijn er op bergtoendra en op rotshellingen bijvoorbeeld altaiberghoenders (Tatraogallus altaicus), Hodgsons bergvinken (Leucosticte nemoricola), grote roodmussen (Carpodacus rubicilla) en steenarenden (Aquila chrysaetos) te vinden. Een vrij schaarse soort die broedt in lariksbestanden, met sparren begroeide toendra en alpenweiden is de bergsnip (Gallinago silitaria). Deze soort broedt alleen in Centraal-Azië. Langs de bergrivieren broeden de grote zaagbekken (Mergus merganser), waterspreeuw (Cinclus cinclus) en grote gele kwikstaart (Motacilla cinerea).

### Vissen
In de rivier Katoen en haar zijrivieren is de Siberische vlagzalm (Thymallus arcticus) de meest voorkomende vissoort. In de meeste bergmeren leeft de taimen (Hucho taimen) en ook de lenok (Brachymystax lenok) en de kwabaal (Lota lota) komen voor in het merendeel van de wateren in het reservaat.

## Grensoverschrijdende samenwerking
Sinds 2004 heeft het Biosfeerreervaat Katoenski een bilateraal samenwerkingsverband met het Kazachse Nationaal Park Katon-Karagajski. Hiermee wordt gestreefd naar:
- Betere samenwerking wanneer er bosbranden uitbreken of wanneer er overtredingen plaatsvinden.
- Het lanceren van onderzoeksprojecten en het uitwisselen van expertise en ervaring.
- Het uitvoeren van gezamenlijke educatieprojecten om de lokale bevolking en bezoekers bij de bescherming van het gebied te betrekken.
- Duurzame ontwikkeling van grensgebied, inclusief grensoverschrijdend toerisme.

Op 15 september 2011 werd een officiële overeenkomst gesloten tussen de regeringen van de twee landen om een grensoverschrijdend reservaat te creëren op de locatie van Biosfeerreservaat Katoenski en Nationaal Park Katon-Karagajski. Daaropvolgend werd een beheerplan gemaakt voor het toekomstige, grensoverschrijdende reservaat.
Op 14 juni 2017 werd bekend dat het grenspark formeel werd opgericht. Katoenski en Katon-Karagajski vormen sindsdien het nieuw gecreëerde Biosfeerreservaat Groot-Altaj en is het eerste multinationale natuurreservaat waar Rusland bij betrokken is.